# Me & My Katamari
Me & My Katamari (japanska: 僕の私の塊魂; Boku no Watashi no Katamari Damashii) är ett datorspel utvecklat och utgivet av Namco till Playstation Portable. Det är det tredje spelet i Katamari Damacy-serien, det första på en portabel spelkonsol och det första som skapats utan inblandning av seriens skapare Keita Takahashi.
Spelet är uppbyggt på liknande sätt som de tidigare spelen i serien. Det går ut på att spelaren ska rulla en boll som växer mer och mer, i takt med att spelaren rullar över saker och ting som fastnar vid bollen. Dessa saker kan vara allt från suddgummin och bollar till människor, bilar och hus. Spelstilen är något annorlunda från Playstation 2-spelen eftersom PlayStation Portable saknar en andra analog styrspak. Spelaren använder därför den digitala spelkontrollen tillsammans med de fyra motsvarande knapparna på höger sida för att imitera Playstation 2-kontrollens utseende. I den amerikanska versionen är det också möjligt att använda styrspaken. L och R används för skarpa svängar.